# ستووووه موونتاینس ناتیونال پارک
ستووووه موونتاینس ناتیونال پارک (به لهستانی:  Stołowe Mountains National Park) یک منطقهٔ مسکونی در لهستان است که در Lower Silesian Voivodeship, Poland واقع شده‌است.